# Fiodor Konowałow
Fiodor Jewgieniewicz Konowałow, ros. Федор Евгеньевич Коновалов (ur. 17 grudnia?/29 grudnia 1887 w guberni tyfliskiej, zm. 9 czerwca 1970 w Durbanie) – rosyjski wojskowy (pułkownik), doradca wojskowy armii abisyńskiej w okresie międzywojennym, ochotnik wojsk frankistowskich podczas hiszpańskiej wojny domowej.

## Życiorys
W 1905 r. ukończył Tyfliski Korpus Kadetów, zaś w 1908 r. w stopniu podporucznika Nikołajewską Szkołę Inżynieryjną. Służył w 7 Batalionie Pontonowym. W 1910 r. ukończył kurs oficerski szkoleniowego parku lotnictwa morskiego, otrzymując stopień porucznika. Następnie odkomenderowano go do Syberyjskiego Batalionu Hydroplanów. W 1912 r. ukończył oficerską szkołę lotniczą. Od stycznia 1913 r. służył w batalionie szkoleniowym szkoły, zaś od grudnia tego roku 22 Oddziale Lotniczym. W marcu 1914 r. przeszedł do Władywostockiej Fortecznej Kompanii Lotniczej. W lipcu tego roku został pilotem Gwardyjskiego Korpuśnego Oddziału Lotniczego. W październiku awansował na sztabskapitana. Od sierpnia 1915 r. dowodził 21 Korpuśnym Oddziałem Lotniczym, zaś od września 1916 r. 10 Dywizjonem Lotniczym. W październiku tego roku odkomenderowano go do Zarządu Lotnictwa Morskiego Sztabu Armii Rosyjskiej. W styczniu 1917 r. w stopniu podpułkownika, a następnie pułkownika ponownie objął dowodzenie 10 Dywizjonu Lotniczego. Od września tego roku pełnił funkcję inspektora lotnictwa Armii Kaukaskiej. W marcu 1918 r. wstąpił do Armii Ochotniczej gen. Antona I. Denikina. W styczniu 1919 r. został pełniącym obowiązki dowódcy 1 Dywizjonu Lotniczego, zaś pod koniec lutego tego roku objął pełne dowództwo dywizjonu. W marcu 1920 r. odsunięto go od dowodzenia z powodu trudności zdrowotnych. W wojskach Białych adm. Piotra N. Wrangla pełnił funkcję zastępcy dowódcy lotnictwa. 
W połowie listopada 1920 r. wraz z wojskami Białych ewakuował się z Krymu do Gallipoli. Na emigracji zamieszkał w Turcji, a następnie w Egipcie, gdzie pracował jako inżynier. W latach 30. został doradcą wojskowym cesarza Abisynii Haile Selassie I. Był jednym z dowódców armii abisyńskiej podczas wojny z Włochami w latach 1935–1936. Po klęsce wojsk abisyńskich udał się do Hiszpanii, gdzie wstąpił ochotniczo do oddziałów gen. Francisco Franco. Po 1945 r. wyjechał do Południowej Afryki. Zajmował się wykopaliskami archeologicznymi.